# الملك العقرب 2: صعود المحارب
الملك العقرب 2: صعود المحارب (بالإنجليزية:The Scorpion King 2: Rise of a Warrior)، هي فيلم أمريكي من نوع الإثارة، أنتج سنة 2008.

## وصلات خارجية
- الموقع الرسمي
- الملك العقرب 2: صعود المحارب على موقع IMDb (الإنجليزية)
- الملك العقرب 2: صعود المحارب على موقع روتن توميتوز (الإنجليزية)
- الملك العقرب 2: صعود المحارب على موقع نتفليكس (الإنجليزية)
- الملك العقرب 2: صعود المحارب على موقع قاعدة بيانات الأفلام العربية
- الملك العقرب 2: صعود المحارب على موقع ألو سيني (الفرنسية)
- الملك العقرب 2: صعود المحارب على موقع Turner Classic Movies (الإنجليزية)
- الملك العقرب 2: صعود المحارب على موقع أول موفي (الإنجليزية)
- الملك العقرب 2: صعود المحارب على موقع فيلمافينيتي (الإسبانية)
- الملك العقرب 2: صعود المحارب على موقع قاعدة بيانات الأفلام السويدية (السويدية)
- الملك العقرب 2: صعود المحارب على موقع قاعدة بيانات الفيلم (الإنجليزية)